# 世界至高王廷
世界至高王廷（羅馬化：Keraton Agung Sejagat，直译：「普世帝國」）是一個位於印度尼西亞中爪哇省普沃勒佐縣，混合著神秘主義的私人國家。這個國家由托托·桑托索（R. Toto Santoso，銜稱Sinuhun Totok Santoso Hadiningrat）和凡妮·阿米娜迪亞（Fanni Aminadia，銜稱Kanjeng Ratu Dyah Gitarja）於2018年創立，約有450名成員。
王廷最初仍是對外界封閉，直至2020年1月12日在村莊舉行祈願活動時，村民記錄活動過程並在網路上流傳，才引起大眾的關注。

## 事紀

### 成立
托托·桑托索於2018年聲稱自己受到夢的啟示，要建立一個繼承满者伯夷的王國。這個王国奠基於拉納維查亞（Dyah Ranawijaya）的權力轉讓協議，他於1518年將權力移交給葡萄牙，不再有統治满者伯夷的權力，葡萄牙必須在500年後恢復該權力。
因此，桑托索認為在2018年是重新建國的恰當時機，於是準備建立新的「满者伯夷」，並且將其命名為「世界至高王廷」。許多來自當地的村民對這個國家產生興趣，專家認為爪哇地方一直有崇敬王者或勇士的習俗，有著類似救世主拯救世界的傳說，所以才有吸引民眾加入的能力。

### 主張
桑托索主張五角大楼和联合国歸屬於王廷的控制之下，聲稱統治世界上的所有國家。根據桑托索的構想，聯合國是王廷的立法機構、国际法院是司法機構，五角大樓是王廷的安全理事會。

### 事件和解散
2020年1月12日，王廷在普沃勒佐縣巴揚區的村落舉行祈願活動（wilujengan），引起村民的騷亂並向警方舉報。中爪哇省地方警察於13日到場調查之後，翌日在日惹特区逮捕桑托索和阿米娜迪亞，兩人被扣留在三寶瓏，並於15日以欺詐罪名起訴。

## 外界回應
日惹特区首長蘇丹哈孟庫布沃諾十世對此事一笑置之，回應表示不知情。王弟普拉布庫蘇馬解釋王室的存在爭議，必須有宗室、邦交（官方的政治認同）和血統的條件。
印尼大學歷史學者邦丹·卡努莫約索（Bondan Kanumoyoso）認為桑托索的主張完全無效，並解釋滿者伯夷於1478年瓦解，桑托索提出的1518年條約並沒有事實根據。
努山達拉王廷聚會論壇（Forum Silaturahmi Keraton Nusantara）主席阿里夫·納塔迪寧拉特（PRA Arief Natadiningrat）表示深感遺憾，認為此事有損王廷聚會論壇的名譽，加劇王廷保護歷史和文化，免受時間、文明及現代化破壞傳統的努力。